# A tökéletes gyilkos
A tökéletes gyilkos Pacskovszky József rendezte 2016-ban készült, 2017-ben bemutatott színes, magyar thriller.

## Történet
Kamenár, a gyilkossági csoport nyomozója nem találja helyét a lánya halála óta. Felesége a vallásba, ő maga a munkába és az önpusztításba menekül. Amikor egy brutális gyilkossági sorozat kezdetét veszi, kiderül, hogy a gyanúsított Petra, aki Kamenár lányának a legjobb barátnője volt, és akiről feltételezhető, hogy köze lehetett a lány halálához. Kamenár minden követ megmozgat, hogy bebizonyítsa Petra bűnösségét, és ezzel megbosszulja a lányának a halálát.

## Szereplők
- László Zsolt – Kamenár
- Hőrich Nóra Lili (hangja: Majsai-Nyilas Tünde) – Petra
- Szabó Kimmel Tamás – Angel
- Szabó Győző – Ormos László
- Szervét Tibor – Zengő
- Nagypál Gábor – Lajkó
- Hábermann Lívia – Liza
- Tóth Ildikó – Anasztázia nővér, Kamenár unokahúga
- Rudolf Teréz – Klára, Kamenár felesége
- Karácsonyi Zoltán – Szórádi
- Kálid Artúr – Achmed
- Bordás Mihály – Lackó
- Janik László – Hajgató-Nagy Zsigmond
- Bajomi Nagy György – Jánosi
- Keresztes Zsolt – Markó
- Nagy Katica – Fanni
- Tóth István János – technikus
- Kassai Ilona – idős nő
- Jakab Csaba – Hikmeb
- Yu Debin – kínai